# 安の滝
安の滝（やすのたき）は、秋田県北秋田市阿仁打当の中ノ又渓谷奥部に存在する落差約90メートルの滝。

## 概要
安の滝は標高約800メートルのところにあり、上段・下段の2段に分かれている。落差は上段が約60メートル、下段が約30メートルである。
遊歩道入口には駐車場と公衆トイレが整備されていて、下段の滝までは約45分のトレッキング、下段の滝から急な坂を15分登ると広い空間があり、上段の滝壺まで行くことができる。晴れた日の午後には、虹がかかることがある。
紅葉の見頃は10月中旬から10月下旬頃で「日本の滝百選」で第2位に選ばれている。

## 悲恋伝説
村の娘「ヤス」の悲恋伝説。享保のころヤスという娘が居り、金山で働く「久太郎」と恋に落ちた。しかし山では男女の仲は御法度であり、久太郎の仲間達も騒ぎ立てたことから久太郎は友人に「後で迎えに来るとヤスに伝えてくれ」と言い残し故郷へ帰ってしまった。しかしその友人は仲間の制裁を恐れその伝言をヤスに伝えなかった。それを知らずにヤスは久太郎を待ち続けたが、いっこうに現れる気配はなかった。ある日仲間の一人が「久太郎は法度を犯した罪で捕まったからもう忘れた方が良い」と言われ、悲しみに暮れる。そしてヤスは滝から身を投げてしまう。それ以来この滝を「ヤスの滝」と呼ぶようになり、この滝に来ると恋が叶うと若い男女が訪れるようになったという。

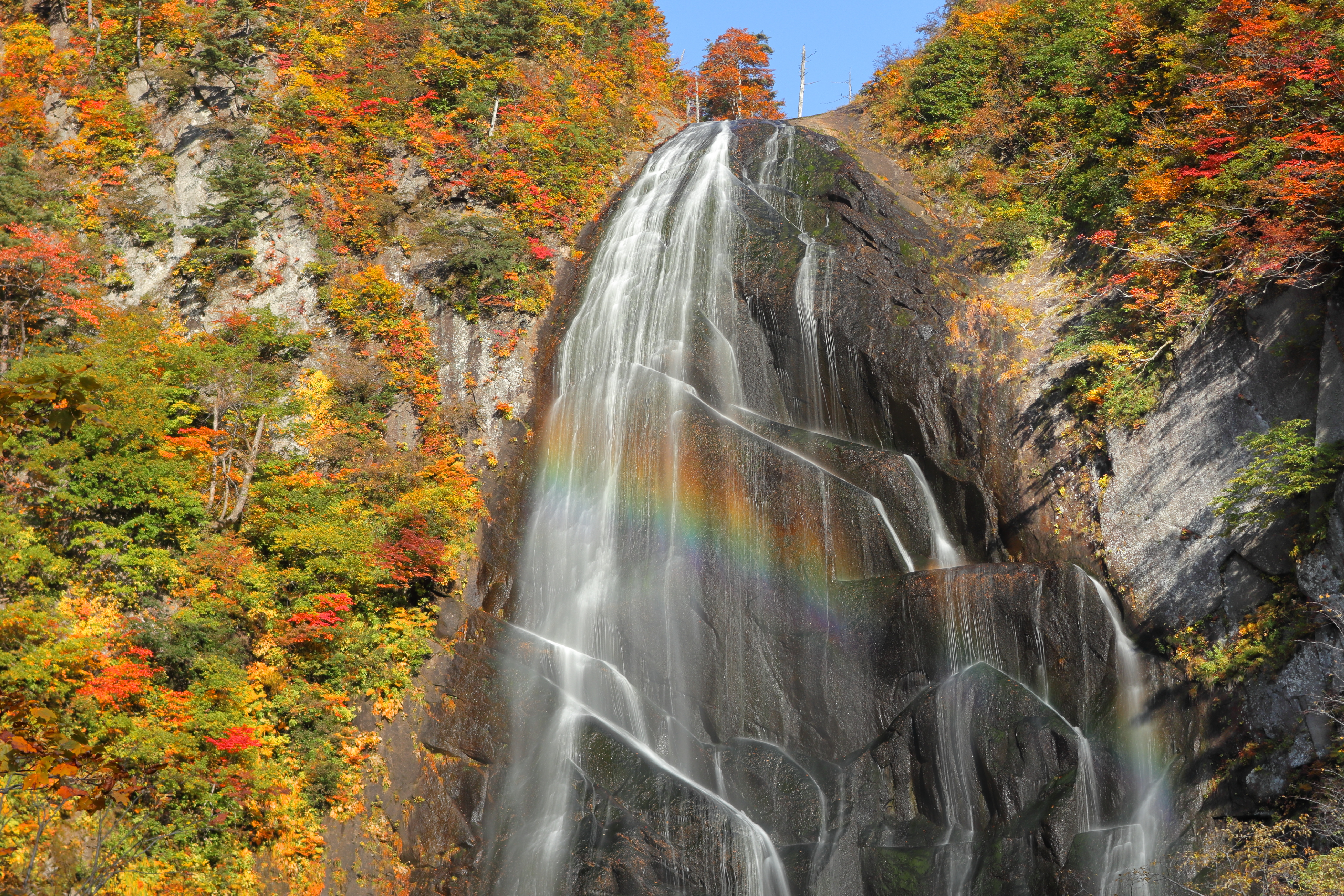
上段の滝 10月
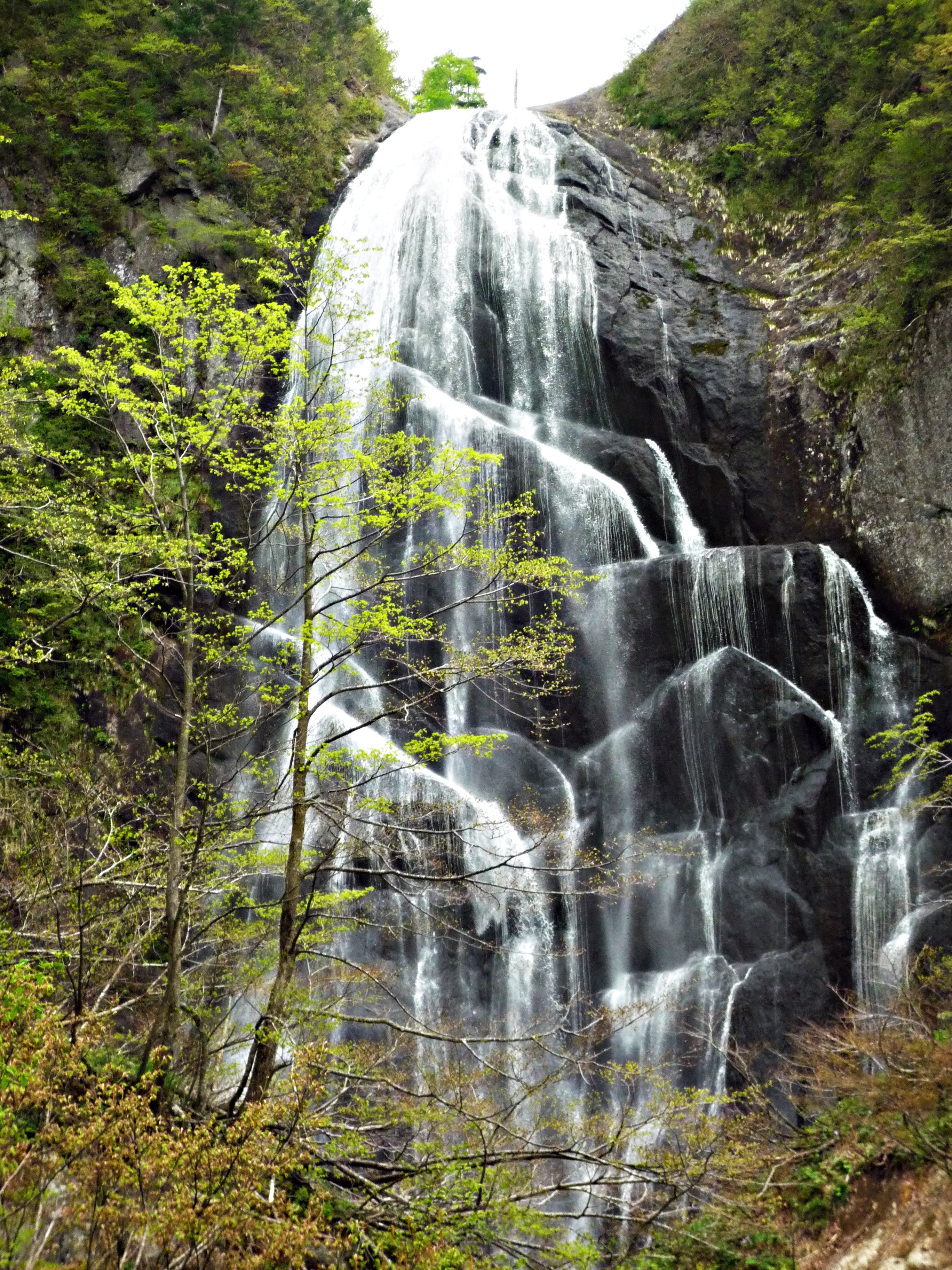
上段の滝 5月
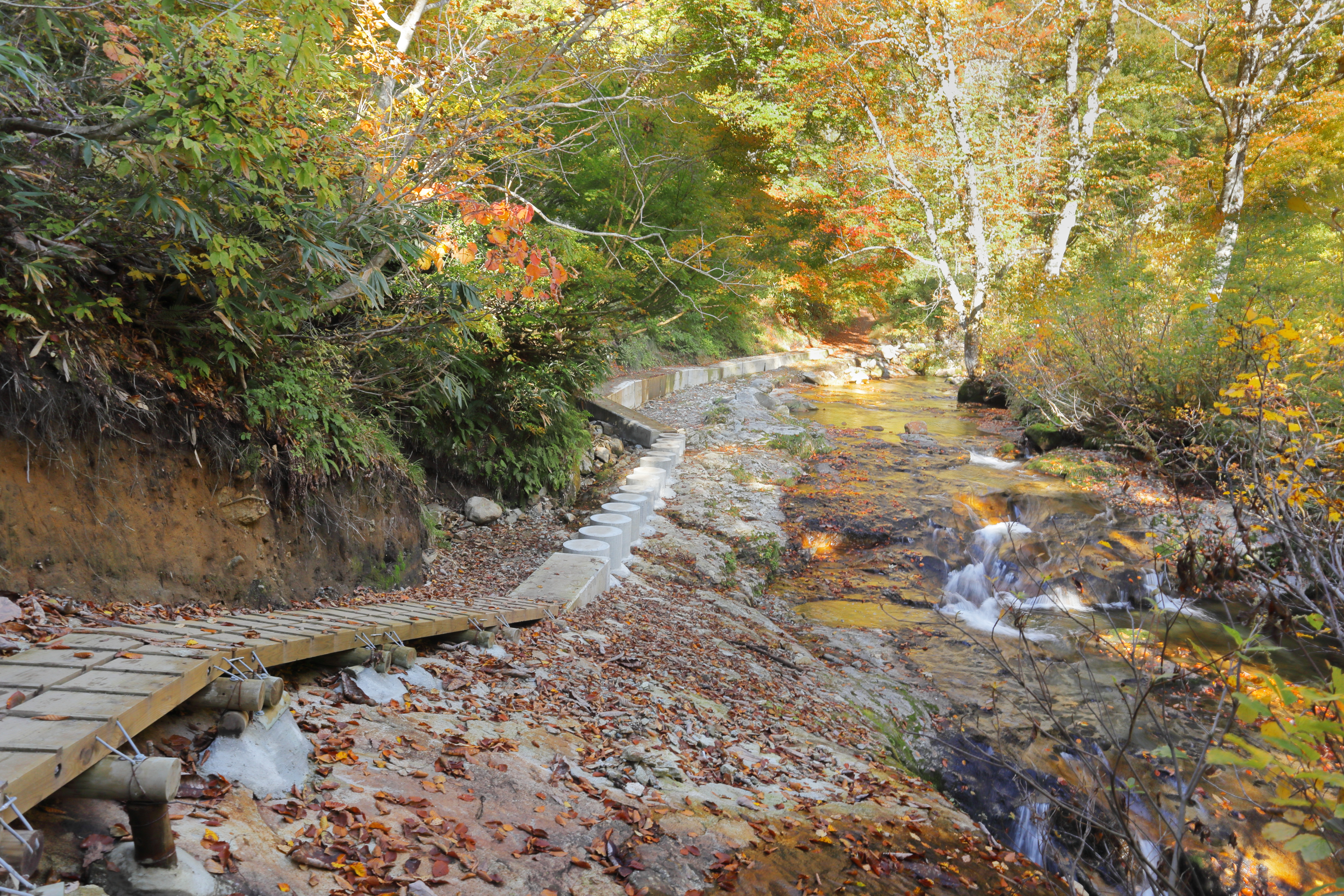
中ノ又渓谷 遊歩道

## アクセス
車
国道105号から秋田県道308号河辺阿仁線を中ノ又渓谷方面へ。安の滝方面と幸兵衛滝方面分岐の中ノ又橋手前から安の滝駐車場まで安滝林道を約20分。
鉄道
秋田内陸縦貫鉄道秋田内陸線 阿仁マタギ駅から森吉山周遊乗合タクシーで遊歩道入口（安の滝駐車場）まで30分。
アクセス時の注意

安滝林道は、中ノ又橋から2.5kmは砂利道、駐車場までの残り2.5kmは簡易舗装されていて、マイクロバス程度までは通れる。遊歩道は整備されているものの起伏の激しい区間がある。夏はアブ・ハチが多く、ツキノワグマの生息地である。11月中旬から5月下旬頃までは雪のため閉鎖される。

## 付近の滝
森吉山・森吉山県立自然公園の周辺は数多くの渓谷と滝が存在する。安の滝がある中ノ又渓谷のとなり、立又渓谷には落差108メートルの幸兵衛滝、桃洞渓谷には独特な形状の桃洞の滝など大型の滝から小さな名の無い滝まで含めると数え切れないほど存在する。